# 宅急變
《宅急變》，2018年台灣電視電影，由朱陸豪、林嘉俐、吳政迪、單承矩領銜主演，2018年1月25日開拍，4月27日於中視主頻首播。

## 播出時間

### 首播
| 頻道     | 所在地 | 首播日期      | 播放時間   |
| -------- | ------ | ------------- | ---------- |
| 中視主頻 | 臺灣   | 2018年4月27日 | 週五 23:00 |

## 劇情大綱
描述一位個性孤僻的宅急便送貨員，某天在車上收到一個署名給他的包裹，但沒有地址、沒有寄件人，被箱子內容物嚇壞的他，此後怪事不斷，意外被捲入一樁樁命案⋯⋯
劉智偉，宅急便配送貨車司機，高學歷卻是低收入戶，沈默寡言缺乏安全感，不善表達自己的情感常常用沈默取代表達，很多事看在眼裡，卻隱藏在心裡卻不說，選擇「物流士」這個職業有很大的原因也是因為來自於害羞保守更不善與人溝通。
       某日，劉智偉在自己的送貨物品中，發現了一個沒有屬名、沒有地址，上頭只寫了自己名字的包裹，小心翼翼的拿起包裹，撕開一層又一層的嚴密包裝，上頭還附了一封信，包裹內掉出透明盒裝著的眼珠，信上寫著:「喜歡我送你的第一個禮物嗎？你有更重要的使命…」   
       一宗又一宗連續恐怖殺人案件，震撼了整個城市… 一個在都市中穿梭的物流士，看過成千上萬個名字，卻沒有一個認識。 冷靜、殘酷又聰明的兇手，跟物流士有著什麼關聯？ 為何一個物流士，竟平白收到兇手寄來一個又一個的恐怖包裹

## 演員列表

### 主要演員
| 演員   | 角色   | 介紹                                                              |
| 朱陸豪 | 周醫師 | 精神科名醫，曾為劉智偉做心理諮商                                  |
| 林嘉俐 | 劉母   |                                                                   |
| 吳政迪 | 劉智偉 | 宅急便送貨員，個性孤僻不善交際，收到一個神秘包裹，開啟一連串事件⋯ |
| 單承矩 | 劉父   |                                                                   |

### 其他演員
| 演員   | 角色 | 介紹               |
| 吳允瀚 |      | 宅急便送貨員       |
| 徐淳耕 |      | 宅急便公司主管     |
| 陳俊嘉 |      | 宅急便送貨員       |
| 昶瑋   |      | 宅急便送貨員       |
| 廖柏翔 |      | 劉智偉（童年）     |
| 陳幼芳 |      | 宅急便公司物流管理 |
| 黃宇琳 |      | 劉智偉學校老師     |

## 外部連結
- 中視戲劇的Facebook專頁

| 臺灣 中視主頻 星期五 23:00 - 00:30 | 臺灣 中視主頻 星期五 23:00 - 00:30 | 臺灣 中視主頻 星期五 23:00 - 00:30 |
| ---------------------------------- | ---------------------------------- | ---------------------------------- |
|                                    | 宅急變 （2018年4月27日）           |                                    |
| －                                 | －                                 |                                    |